# Bretzelnweg (Düren)
Die Straße Bretzelnweg in der Kreisstadt Düren (Nordrhein-Westfalen) ist eine Innerortsstraße. Sie liegt im Stadtteil Düren-Nord.

## Lage
Die Straße beginnt an der Alten Jülicher Straße und endet an der Neuen Jülicher Straße. An der Südseite der Straße liegt die größte der drei Dürener Realschulen, die Realschule Bretzelnweg.

## Geschichte
Die Straße erschien bereits im Adressbuch von 1893. Für den Namen gibt es unterschiedliche Deutungen:
1. Der Name könnten von den dort wachsenden zähen Grasbüscheln, den sogenannten Bretzeln, stammen.
2. An der Rochusprozession der Dürener Marienpfarre nahmen auch viele Prozessionen aus dem Jülicher Land teil. Sie kamen über die Alte Jülicher Straße in die Stadt. Auf dem Rückweg bekamen die Pilger an der Ecke Bretzelnweg/Alte Jülicher Straße geweihte Bretzeln als Andenken, die von den Bäckern aus der Pfarre verschenkt wurden.